# الفتوح
قرية الفتوح هي إحدى القرى التابعة لمركز فوه في محافظة كفر الشيخ في جمهورية مصر العربية. حسب إحصاءات سنة 2006، بلغ إجمالي السكان في الفتوح 11262 نسمة، منهم 5683 رجل و5579 امرأة.